# Chemazé
Chemazé település Franciaországban, Mayenne megyében. Lakosainak száma 1363 fő (2022. január 1.). Chemazé Ménil, Château-Gontier-sur-Mayenne, Segré-en-Anjou Bleu és Prée-d’Anjou községekkel határos.

## Népesség
A település népességének változása:
| Lakosok száma | 1050 | 1027 | 1015 | 1206 | 1365 | 1366 | 1361 | 1381 | 1386 | 1363 |
|               | 1968 | 1982 | 1990 | 2006 | 2013 | 2015 | 2017 | 2019 | 2020 | 2022 |